# Nervoso
Nervoso, nome artístico de André Paixão (Rio de Janeiro, 13 de fevereiro de 1972), é um músico brasileiro, conhecido por sua atuação no cenário underground carioca.

## Biografia
Começou sua carreira como baterista do grupo Beach Lizards, onde permaneceu de 1991 a 1997. A partir de 1994 passou a integrar o Acabou La Tequila. Em 1998 formou o trio Autoramas - juntamente com Gabriel Thomaz e Simone do Valle - mesmo ano em que tocou bateria na banda de Wander Wildner durante turnê pelo Nordeste. Nessa época, acumulava a mesma função no grupo Matanza, com quem gravou o primeiro disco Santa Madre Cassino (2001). Em 1999, foi convidado para tocar bateria num show da banda carioca Los Hermanos em substituição a Rodrigo Barba, impossibilitado de tocar por conta de uma hepatite. O show aconteceu no clube Garage, no Rio de Janeiro.
Passou para a guitarra e os vocais ao seguir carreira em outros projetos, como Lafayette & Os Tremendões e Nervoso e os Calmantes.
A partir de 2004, Nervoso começou a produzir trilhas sonoras para programas de televisão, cinema, publicidade, internet, fechando parcerias com Multishow, Canal Futura, Conspiração Filmes, F/Nazca Saatchi Saatchi, Cara de Cão Filmes, entre outros.
Em 2007, produziu o primeiro disco de Nervoso e os Calmantes com amigos do Estúdio Soma. O álbum foi lançado em maio de 2009. A apresentação de lançamento aconteceu na extinta casa noturna Cinemathéque, no bairro do Botafogo, Rio de Janeiro, com participações de George Israel, do produtor Felipe Rodarte (Eletrosamba) e da Banda Leme, formada por De Leve e Flu.
Em 2014 inaugurou o Super Studio, localizado no Itanhangá, Rio de Janeiro, onde segue produzindo trilhas sonoras e discos de artistas independentes. Foi convidado por Gabriel Thomaz para mixar três músicas de sua banda Autoramas.

## [3]Fatos Marcantes
- Em 1994, Nervoso foi convidado pelo músico e produtor Kassin para susbstituir o baterista Bacalhau na banda Acabou La Tequila. Depois de sair da banda Planet Hemp, Bacalhau, por sua vez, substituiu Nervoso em 1999 na banda Autoramas.
- Filmado com uma câmera Bolex em 16 mm no Largo da Carioca, o videoclipe da música "Já Desmanchei Minha Relação" foi produzido pela TV Zero em 2004, com direção de Leonardo Domingues e Alice Lanari.
- Em 2005, Nervoso é indicado a artista revelação no Video Music Brasil de 2005.
- Dirigido por Guta Stresser, o clipe da música "Eu Que Não Estou Mais Aqui", de Nervoso e os Calmantes, foi indicado ao Video Music Brasil de 2009 na categoria Clipe do Ano. A banda ainda foi indicada na categoria Melhor Banda de Rock alternativo.
- Nervoso, Érika Martins e Gabriel Thomaz foram convidados a participar da apresentação de Erasmo Carlos no Video Music Brasil de 2009.
- Em 2010, Nervoso assina a trilha sonora do premiado espetáculo Pterodátilos, dirigido por Felipe Hirsch, com Marco Nanini, Mariana Lima, Álamo Facó e Felipe Abib.
- Em setembro de 2011, Nervoso apresenta uma prévia das canções que farão parte da ópera rock "O Médico Que Tinha Letra Bonita" no Itau Cultural de São Paulo.
- Em 2013, estreia o espetáculo musical infanto juvenil O Médico Que Tinha Letra Bonita, com texto de Pedro Bricio e direção de Guta Stresser e direção musical de André Paixão (Nervoso). Foi a estréia do ator mirim Vinicius Moreno, o Florianinho do seriado A Grande Familia.
- Em 2015 apresenta com André Dessandes o projeto Game Over no Festival Multiplicidade no Oi Futuro

## Discografia

### Carreira solo
- 2003: Personalidade — EP
- 2004: Saudade das Minhas Lembranças (Midsummer Madness / Tratore) — Estúdio
- 2006: Lembrança das Minhas Saudades - Remixes Memoráveis (LC Editora / Midsummer Madness / Tratore)

### Trilhas Sonoras
- 2010: Sade em Sodoma - Trilha Sonora Original do Espetáculo

### ComBeach Lizards
- 1994: Brand New Dialog (Polvo Discos) — Estúdio
- 1996: Spinal Chords (Orphan Records) — Estúdio
- 2001: Spinal Chords - 14 Bonus Trax Edition (Barulho Records)

### Com Acabou La Tequila
- 1996: Acabou La Tequila (Excelente Discos / Polygram) — Estúdio
- 2004: O Som da Moda (Ping-Pong / Trama) — Estúdio

### ComMatanza
- 2001: Santa Madre Cassino (Deck Disc) — Estúdio

### ComLafayette & os Tremendões
- 2005: O Pão-Duro (Gravadora Discos) — Single
- 2005: Pare o Casamento (Gravadora Discos) — Single
- 2009: As 15 Super Quentes de Lafayette e os Tremendões (Arterial Music) — Estúdio
- 2015: A Nova Guarda de Lafayette e os Tremendões

### Com Nervoso e os Calmantes
- 2009: Nervoso e os Calmantes (Midsummer Madness / Estúdio Soma / Tratore) — Estúdio

## Produções musicais

### Discos
2004: Nervoso - "Saudade das Minhas Lembranças"
2006: Nervoso - "Lembrança das Minhas Saudades - Remixes Memoráveis"  (com Flu, Kassin, De Leve, Edu K, Diversitrônica, entre outros...)
2009: Nervoso e os Calmantes - "Nervoso e os Calmantes"
2015: Tipo Uisque - "Fly High Tonight Big Wizard"
2015: Arthur Belino - "O Que Se Esconde Por Trás da Vergonha"
2016: Riko Viana - "Anelo"

### Filmes Cinema e TV
- 2005: A Pessoa É Para O Que Nasce (Direção: Roberto Berliner)
- 2005: Wood & Stock (Direção: Otto Guerra)
- 2006: Anjos do Sol (Direção: Rudi Lagemann)
- 2009: Mãe (Direção: Luis Antônio Pereira)
- 2012: Inferninho (Direção: Fabio Seidl e Thiago Lins)
- 2012: Tudo Que Deus Criou (Direção: André da Costa Pinto)
- 2014: Jogo de Xadrez (Direção: Luis Antonio Pereira)
- 2014: O Casamento de Gorete (Direção: Paulo Vespúcio)

### Teatro
- 2010: Sade em Sodoma (Direção: Ivan Sugahara)
- 2010: Pterodátilos (Direção: Felipe Hirsch)
- 2011: As Próximas Horas Serão Definitivas (Direção: Gilberto Gawronsky)
- 2012: Medea En Promenade (Direção: Guta Stresser)
- 2012: Sonho de Uma Noite de Verão (Direção: Nello Marrese)
- 2013: O Médico Que Tinha Letra Bonita (Direção: Guta Stresser)
- 2014: O Julgamento do Paranormal (Direção: Jorge Luiz Queiroz)
- 2015: Entreatos (Dir. Filomena Mancuzo, Rose Abdala e Alexandre Pinheiro)

### Televisão
- 2005-2006: Verão (Multishow) — Vinhetas e trilha sonora
- 2005-2006: Tira Onda (Multishow) — Tema de abertura
- 2005-2006: Afinando a Língua (Canal Futura)
- 2006: Qual É a Boa? (Multishow) — Vinhetas
- 2007: Saidera (Multishow) — Tema de abertura
- 2015: Tá No Quadro (TV Globo) - Série

### Publicidade
- 2007: Conteúdo Expresso (DVD)
- 2009: Jantar Secreto (F/Nazca Saatchi & Saatchi)
- 2009: Claro Poc (F/Nazca Saatchi & Saatchi)
- 2009: Um Novo Espírito Santo (Fina Flor Filmes)
- 2011: Festival de Inverno Sesc Petropolis (Verdesign)
- 2012: Art Rio (Cinerama Brasilis)
- 2012: Melissa Jelly' (6D)
- 2015: Campanha CEBDS

### Institucional
- 2007: Sesc Quitandinha (DVD - Sesc Rio)